# Flávio de Oliveira
Flávio de Oliveira (Vitória, 6 de setembro de 2011), é um ex-futebolista brasileiro que atuava como atacante. Jogou pelo Trujillanos onde é ídolo.

## Títulos
Trujillanos
- Copa Venezuela: 2010